# Trường Đại học Luật khoa Sài Gòn
Trường Đại học Luật khoa Sài Gòn là một trường thành viên của Viện Đại học Sài Gòn. Trường được thành lập năm 1955 và giải thể vào năm 1976.

## Lịch sử
Trường Đại học Luật khoa Sài Gòn có gốc từ Trường Cao đẳng Luật học (tiếng Pháp: École Supérieure de Droit) ở Hà Nội đến năm 1938 thì đổi thành Phân khoa Luật (Faculté de Droit) phụ thuộc Trường Đại học Luật khoa Paris. Phân khoa Luật hoạt động đến năm 1945 thì bế giảng vì biến động chính trị của Chiến tranh thế giới thứ hai và phải đợi hai năm, tức năm 1947 mới khai giảng lại và mở thêm một chi nhánh ở Sài Gòn.
Dưới thời Pháp thuộc văn bằng cao nhất của Phân khoa Luật là bằng Cao học Luật (Diplôme D'etudes Superieures de Droit, viết tắt là DES). Muốn lây bằng tiến sĩ thì phải sang Pháp.
Sau Hiệp định Genève năm 1954 thì cơ sở ở Hà Nội chuyển hẳn vào Sài Gòn, sáp nhập vào Viện Đại học Sài Gòn. Trong khi đó thì ở ngoài Bắc thuộc Việt Nam Dân chủ Cộng hòa thì Trường Đại học Luật bị bỏ hẳn, thay thế bởi Trường Đại học Chính trị Xã hội, đến năm 1948 thì gọi là Trường Pháp chính rồi sau bỏ hẳn. Ở trong Nam thì ngày 30 Tháng Tư năm 1955 phân khoa luật chính thức lấy tên Đại học Luật khoa Sài Gòn, trụ sở ở số 17 đường Duy Tân.
Tính đến năm 1975 thì Trường Luật Sài Gòn là trường xưa nhất trong ba trường luật của Việt Nam Cộng hòa. Hai trường còn lại là Luật khoa của Viện Đại học Huế (1957) và Luật khoa thuộc Viện Đại học Cần Thơ (1966).
Ngày 27 tháng 10 năm 1976, Trường Đại học Luật khoa Sài Gòn được Chính phủ nước Cộng hoà Xã hội chủ nghĩa Việt Nam chính thức đổi tên thành Trường Đại học Kinh tế Thành phố Hồ Chí Minh theo Quyết định số 426/TTg của Thủ tướng Chính phủ và từ đó dừng việc đào tạo Luật.
Đến năm 2001, Trường Đại học Kinh tế Thành phố Hồ Chí Minh mới tái mở lại Khoa Luật, bắt đầu đào tạo lại ngành Luật. Hiện nay Khoa Luật của Trường Đại học Kinh tế Thành phố Hồ Chí Minh tập trung định hướng chính vào đào tạo hai chuyên ngành then chốt là chuyên ngành Luật kinh tế (thuộc ngành Luật Kinh tế) và chuyên ngành Luật Kinh doanh quốc tế (thuộc ngành Luật). Ở trình độ sau đại học, Khoa Luật - Trường Đại học Kinh tế còn đào tạo Thạc sĩ Luật kinh tế và Thạc sĩ Luật Hiến pháp và Luật hành chính; Tiến sĩ Luật Kinh tế. Đặc biệt, tại đây còn là nơi đào tạo chuyên ngành Luật và Quản trị địa phương ở trình độ đại học.

## Tổ chức
Trường Đại học Luật khoa Sài Gòn có ba ban: 
1. Ban Công pháp gồm luật hiến pháp, luật hành chánh và luật công pháp quốc tế
2. Ban Tư pháp gồm dân luật, hình luật, luật thương mại và tư pháp quốc tế
3. Ban Kinh tế gồm phân tích kinh tế, lịch sử học thuyết, địa lý kinh tế phát triển

Sinh viên luật còn phải học thêm môn cổ luật Việt Nam.
Tổng số sinh viên ghi danh học vào năm 1969 là 13.711 và đến năm 1974 là 58.000.

### Học trình
Thoạt tiên chương trình cử nhân luật là ba năm đến năm 1965 thì tăng lên thành bốn năm. Bằng cao học là thêm hai năm, chủ yếu thêm chuyên môn. Khi trình luận án thì được cấp bằng tiến sĩ luật.
Tuy sĩ số Trường Đại học Luật khoa khá đông nhưng số người hoàn tất và tốt nghiệp cao học rất ít. Năm 1974 có 715 người tốt nghiệp.

## Nhân vật liên quan
- Vũ Văn Mẫu - Khoa trưởng 1955-1957, Thượng Nghị sĩ, Bộ trưởng Ngoại giao, Thủ tướng Việt Nam Cộng hòa
- Vũ Quốc Thúc - Khoa trưởng 1957-1963
- Nguyễn Cao Hách - Khoa trưởng 1963-1967[11]
- Nguyễn Độ - Khoa trưởng 1967-1971
- Bùi Tường Chiểu - Khoa trưởng 1971-1973
- Vũ Quốc Thông - Khoa trưởng 1973-1975
- Nguyễn Văn Bông - giáo sư